# Denyse Sergy
Pour les articles homonymes, voir Sergy.
 (février 2015).
Denyse Sergy, née à Lausanne le 24 décembre 1919 et morte le 11 novembre 2013, est une directrice d'orphelinat, poète et auteure vaudoise.

## Biographie
Originaire de Lavigny, Denyse Sergy suit des études de commerce à Genève, puis devient directrice d'une maison d'enfants orphelins.
Son œuvre littéraire est essentiellement poétique : elle publie en 1941 Chansons pour un faune, puis en 1990 Des coquillages plein les poches et enfin, en 1996, Ni le jour ni l'heure, aux Éditions Samizdat.
Lauréate du concours La Poésie en Vendée 2001, elle est récompensée pour cinq poèmes regroupés sous le titre Marées et remporte le premier prix. Denyse Sergy, est également l'auteur d'un récit publié en 1999 aux éditions Samizdat et intitulé Le secret du roi.

## Sources
- « Denyse Sergy », sur la base de données des personnalités vaudoises sur la plateforme « Patrinum » de la Bibliothèque cantonale et universitaire de Lausanne.
- Anne-Lise Delacrétaz, Daniel Maggetti, Écrivaines et écrivains d'aujourd'hui, p. 366
- Éditions Samizdat - Yvan Mudry - Denyse Sergy
- A D S - Autorinnen und Autoren der Schweiz - Autrices et Auteurs de Suisse - Autrici ed Autori della Svizzera
- Maison de la Poésie transjurassienne